# رایت وود (کالیفرنیا)
رایت وود (به انگلیسی: Wrightwood) یک منطقهٔ مسکونی در ایالات متحده آمریکا است که در شهرستان سن برناردینو، کالیفرنیا واقع شده‌است. رایت وود ۱۵٫۳۵۷ کیلومتر مربع مساحت و ۴٬۵۲۵ نفر جمعیت دارد و ۱٬۸۰۹ متر بالاتر از سطح دریا واقع شده‌است.